# Fiumara d'arte
La Fiumara d'arte è un museo all'aperto costituito da una serie di sculture, installazioni di land art e decorazioni d'interni realizzate progressivamente da artisti contemporanei internazionali a partire dal 1982 e collocate lungo gli argini del fiume Tusa nei comuni di Castel di Lucio, Mistretta, Motta d'Affermo, Pettineo, Reitano e Tusa nella città metropolitana di Messina in Sicilia.
Con dodici distinti siti distribuiti su un'area di oltre venti chilometri di lunghezza, Fiumara d'arte è considerato uno dei parchi di sculture più grandi e importanti d'Europa.

## Storia
Nel 1982 l'imprenditore immobiliare Antonio Presti commissionò allo scultore Pietro Consagra un'opera in memoria del padre recentemente scomparso; il risultato sarà la scultura La materia poteva non esserci, un'opera in cemento armato alta 18 metri, completata nel 1986 e posta sulla foce del torrente Tusa, che scorre fra i Monti Nebrodi con un percorso di circa ventuno chilometri fino all'antica città di Halaesa, oggi Castel di Tusa (frazione del comune di Tusa) sulla costa tirrenica della Sicilia.
Al completamento dell'opera Presti immaginò di aggiungerne altre per realizzare un parco scultoreo, fondando nello stesso 1986 a questo scopo l'Associazione culturale Fiumara d'arte (oggi Fondazione Antonio Presti - Fiumara d'arte) e ricevendo l'assenso delle amministrazioni locali: il 30 gennaio 1988 venne inaugurata Una curva gettata alle spalle del tempo di Paolo Schiavocampo nei pressi di Castel di Lucio, e nel 1989 Monumento per un poeta morto (popolarmente nota come "Finestra sul mare") di Tano Festa sul lungomare di Villa Margi, frazione del comune di Reitano.
Fra il 1989 e il 1990 vennero collocate altre quattro opere: Stanza di barca d'oro dell'artista giapponese Hidetoshi Nagasawa ubicata sul greto del torrente Romei, in territorio di Mistretta, Energia mediterranea di Antonio Di Palma nei pressi di Motta d'Affermo, Labirinto di Arianna di Italo Lanfredini su una bassa collinetta a Castel di Lucio, e Arethusa di Piero Dorazio e Graziano Marini, realizzata in ceramica applicata sulle pareti esterne della caserma dei Carabinieri di Castel di Lucio.

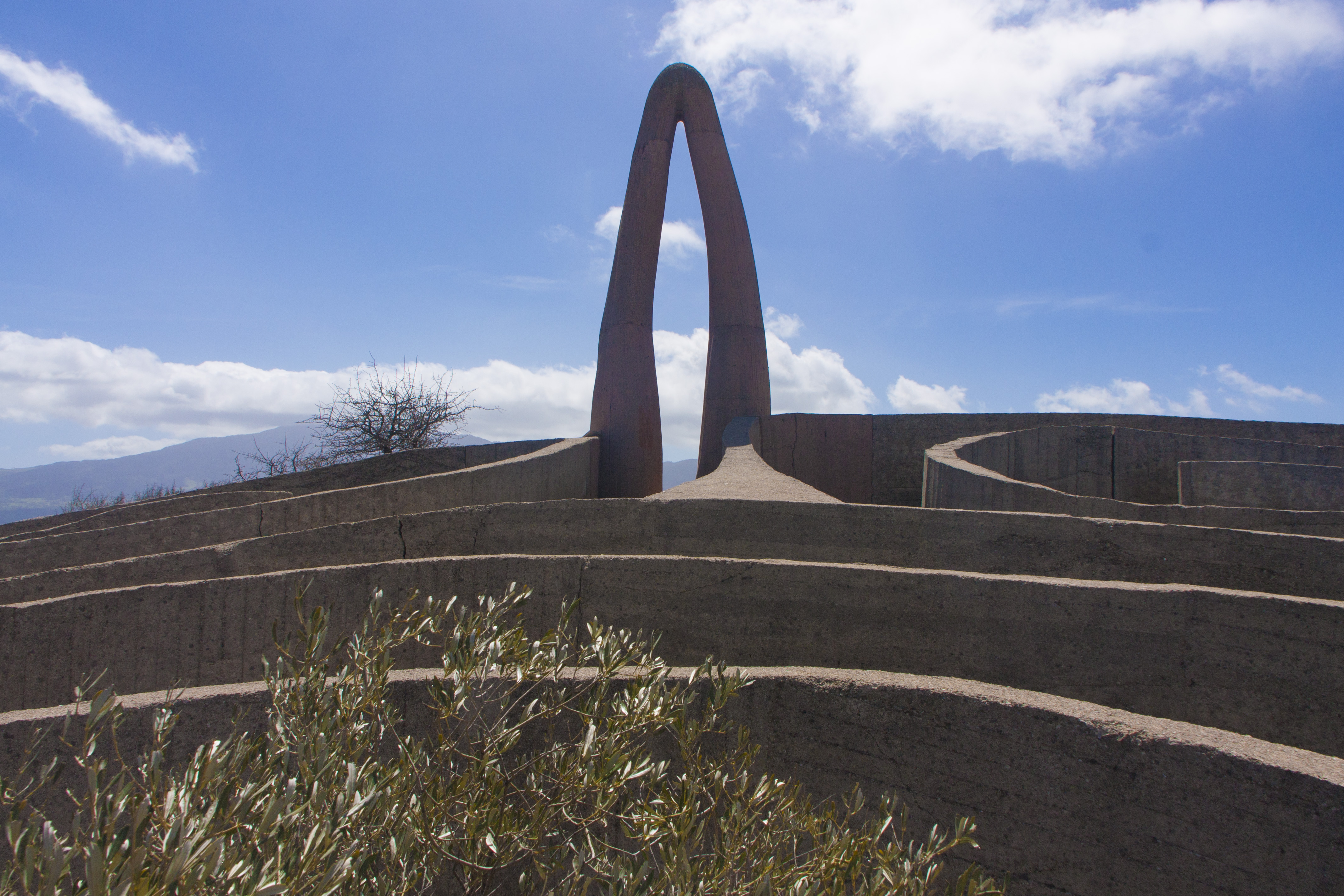
Labirinto di Arianna a Castel di Lucio.

Nel 1991 Presti costruì a Castel di Tusa l'hotel Atelier sul mare in cui ogni stanza è decorata da uno o più artisti contemporanei.
Nel 1991 a Pettineo venne organizzata la prima edizione di Un chilometro di tela, durante la quale decine di artisti realizzarono delle pitture che vennero poi tagliate e regalate ai cittadini di Pettineo, creando il Museo domestico. La manifestazione è stata replicata per sei anni, con la partecipazione di decine di artisti.
Ad ottobre 1993 quaranta artisti ceramisti provenienti da tutta Europa realizzarono un'opera collettiva sul muro di contenimento di una delle strade della Fiumara in territorio di Mistretta, che diventa così Il muro della vita.
Nel 1994 i siti di Fiumara d'arte furono usati come set per il film Viaggio clandestino - Vite di santi e di peccatori di Raúl Ruiz.
Il 21 marzo 2010, dopo due anni e mezzo di lavori, viene inaugurata l'opera 38º parallelo - Piramide dello scultore Mauro Staccioli. La piramide, un grande tetraedro cavo realizzato in acciaio Corten, viene costruita su un'altura in territorio di Motta d'Affermo, affacciata sul mare e in linea d'aria di fronte agli scavi dell'antica città di Halaesa. Nel punto in cui viene costruita, la piramide è in asse col 38º parallelo Nord, da cui il titolo dell'opera.
Nel 2020 a Castel di Tusa, davanti all'hotel Atelier sul mare, è stata collocata come installazione permanente una scultura dell'artista Antonello Bonanno Conti dal titolo Il cavallo eretico.

### Vicende giudiziarie
La realizzazione del parco artistico Fiumara d'arte è stata costellata da una lunga e complessa storia giudiziaria poiché alcune opere, in particolare La materia poteva non esserci, Monumento per un poeta morto e Stanza di barca d'oro, furono contestate per il reato di abusivismo edilizio nonostante avessero ricevuto l'approvazione degli enti locali. L'azione giudiziaria ha bloccato per alcuni anni lo sviluppo del progetto, per il quale erano stati contattati anche gli artisti Edoardo Chillida, Fausto Melotti e Arnaldo Pomodoro.
Il caso giudiziario di Fiumara d'arte determinò anche due interrogazioni parlamentari. La prima fu proposta il 20 luglio 1989 da Giuseppe Calderisi e co-firmata da Francesco Rutelli, Giancarlo Salvoldi, Massimo Teodori, Chicco Testa e Bruno Zevi con la quale venne chiesto ai ministeri dei Ministero dei beni culturali e ambientali «un intervento volto a garantire la ripresa dei lavori di costruzione di un'opera a carattere monumentale dello scultore giapponese Nagasawa, di notevole interesse culturale nel comune di Mistretta (Messina)»; la seconda è datata 7 dicembre 1993, firmata da Elena Montecchi e co-firmata da Pietro Folena e Sauro Turroni, per chiedere al Ministero delle finanze «quali iniziative intenda intraprendere […] per evitare la demolizione di opere d'arte costruite su terreno demaniale».
Il 2 luglio del 1990 una sentenza del pretore Giuseppe Costa, della pretura di Santo Stefano di Camastra, dispose la demolizione dell'opera La materia poteva non esserci per «alterazione del territorio, abusivismo edilizio e violazione della Legge Galasso». A seguito di ricorso presso la Corte di appello di Messina il reato cadde in prescrizione e la scultura non venne abbattuta. Il 10 ottobre 1990 il pretore di Mistretta assolse Presti per la scultura Stanza di barca d'oro poiché il fatto non costituisce reato, adducendo come motivazione che «la stanza nascosta nell'argine non altera lo stato dei luoghi inteso come identità ed è escluso il danno alle bellezze paesaggistiche essendo il concetto di "bellezza" un dato metafisico difficilmente definibile»; pertanto non è applicabile la Legge Galasso in quanto Fiumara d'arte «si propone la qualificazione artistica e non già la trasformazione urbanistico-edilizia dello scabro comprensorio dei Nebrodi»; la Procura della Repubblica di Messina ricorse in appello.
Il 25 ottobre 1993 la Corte di Appello di Messina ordinò la demolizione dell'opera Monumento per un poeta morto per abusivismo edilizio, ma una sentenza della Corte di cassazione del 23 febbraio del 1994 risolse definitivamente la lunga vertenza legale.
Il 6 gennaio 2006 Fiumara d'arte venne legalmente riconosciuto come "Parco di Fiumara d'arte" come «percorso turistico culturale» e dunque soggetto a specifiche tutele in materia urbanistica.

## Opere
| N. | Anno | Titolo                                  | Artista                         | Località        | Note |
| -- | ---- | --------------------------------------- | ------------------------------- | --------------- | --- |
| 1  | 1986 | La materia poteva non esserci           | Pietro Consagra                 | Tusa            | - |
| 2  | 1988 | Una curva gettata alle spalle del tempo | Paolo Schiavocampo              | Castel di Lucio | - |
| 3  | 1989 | Monumento per un poeta morto            | Tano Festa                      | Villa Margi     | Anche noto come "Finestra sul mare". |
| 4  | 1989 | Stanza di barca d'oro                   | Hidetoshi Nagasawa              | Mistretta       | Opera composta da una stanza ipogea con una scultura all'interno, documentata fotograficamente alla sua inaugurazione e poi sigillata ermeticamente per 100 anni fino al 2089; non visitabile all'interno. |
| 5  | 1990 | Energia mediterranea                    | Antonio Di Palma                | Motta d'Affermo | - |
| 6  | 1990 | Labirinto di Arianna                    | Italo Lanfredini                | Castel di Lucio | - |
| 7  | 1990 | Arethusa                                | Piero Dorazio e Graziano Marini | Castel di Lucio | - |
| 8  | 1991 | Atelier sul mare                        | AA. VV.                         | Castel di Tusa  | - |
| 9  | 1991 | Museo domestico                         | AA. VV.                         | Pettineo        | - |
| 10 | 1993 | Il muro della vita                      | AA. VV.                         | Mistretta       | - |
| 11 | 2010 | 38º parallelo - Piramide                | Mauro Staccioli                 | Motta d'Affermo | - |
| 12 | 2020 | Il cavallo eretico                      | Antonello Bonanno Conti         | Castel di Tusa  | Opera collocata di fronte all'Atelier sul mare. |

## Galleria d'immagini

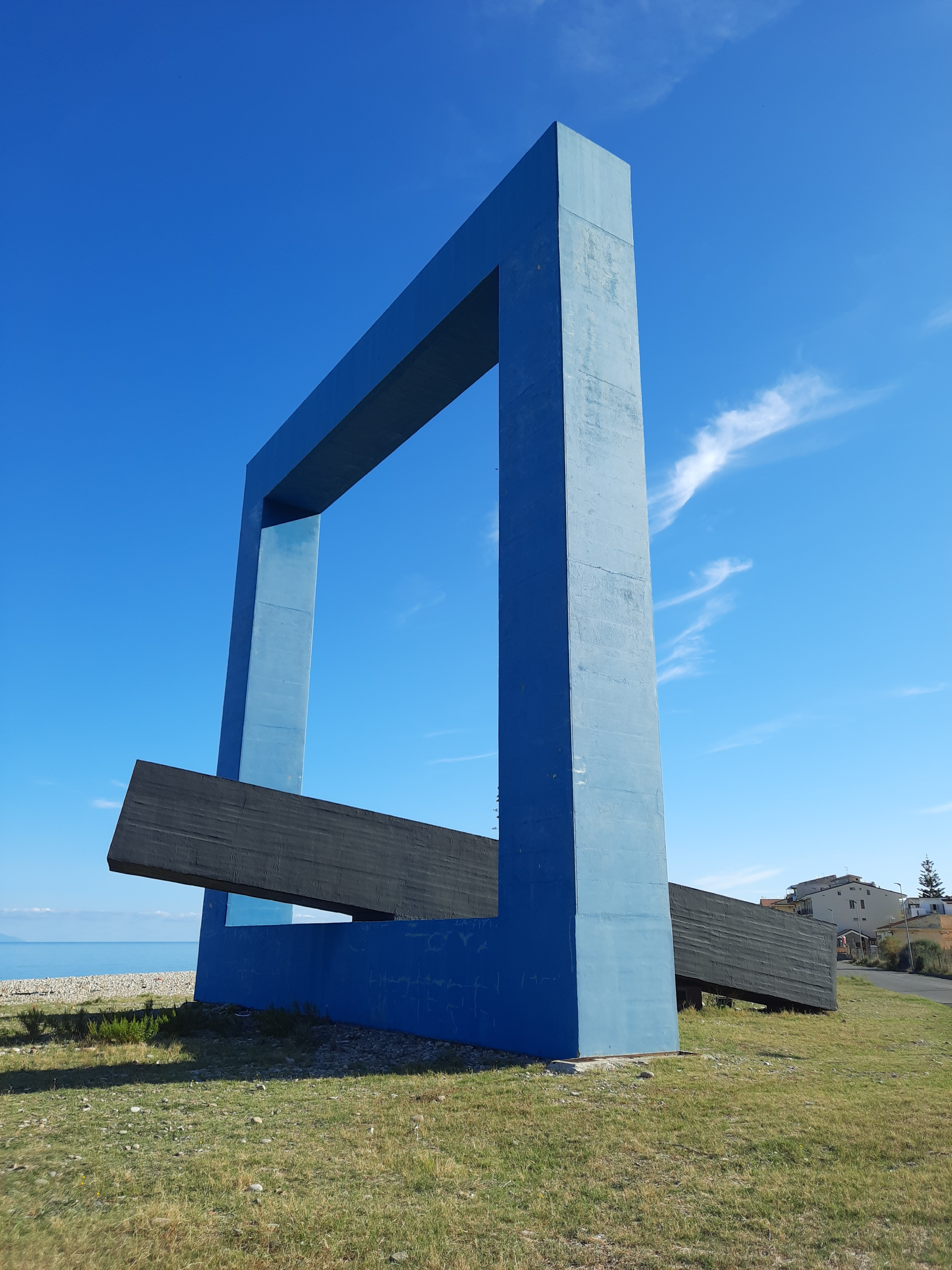
3) Monumento per un poeta morto
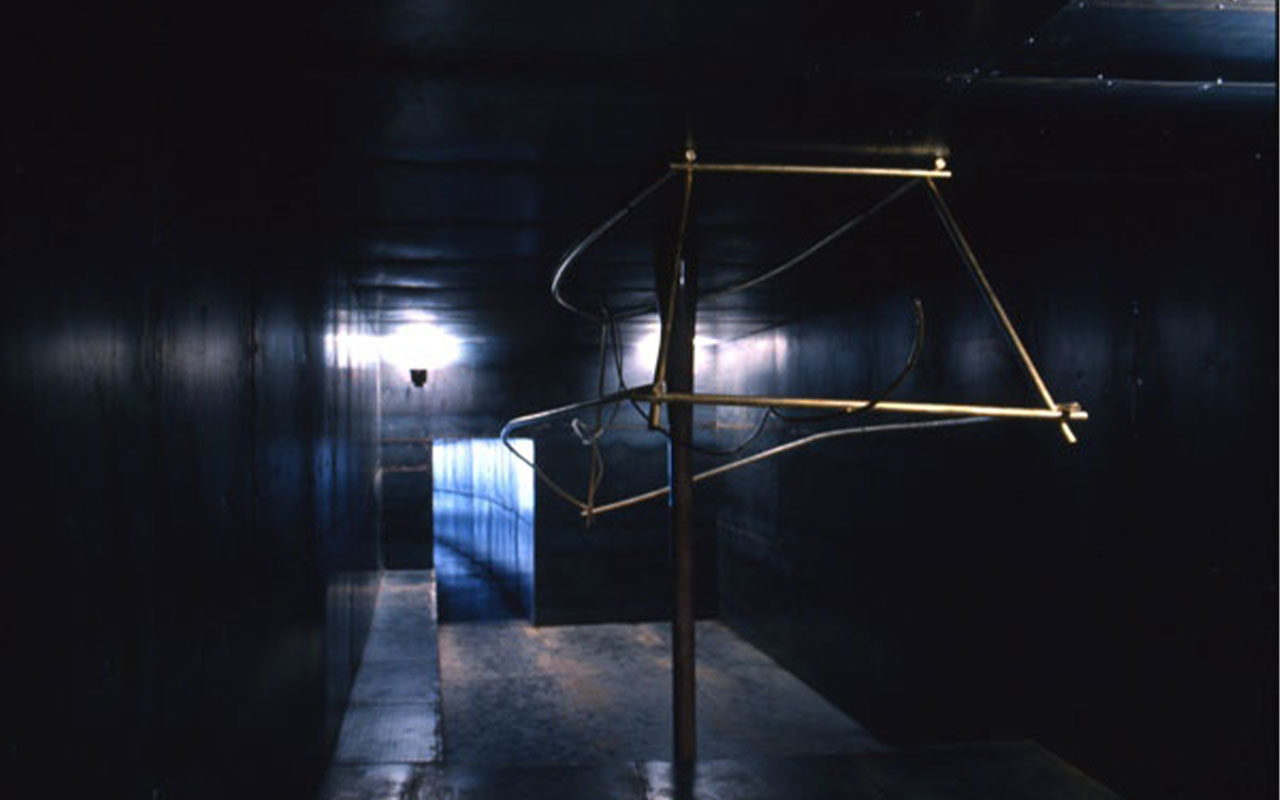
4) Stanza di barca d'oro
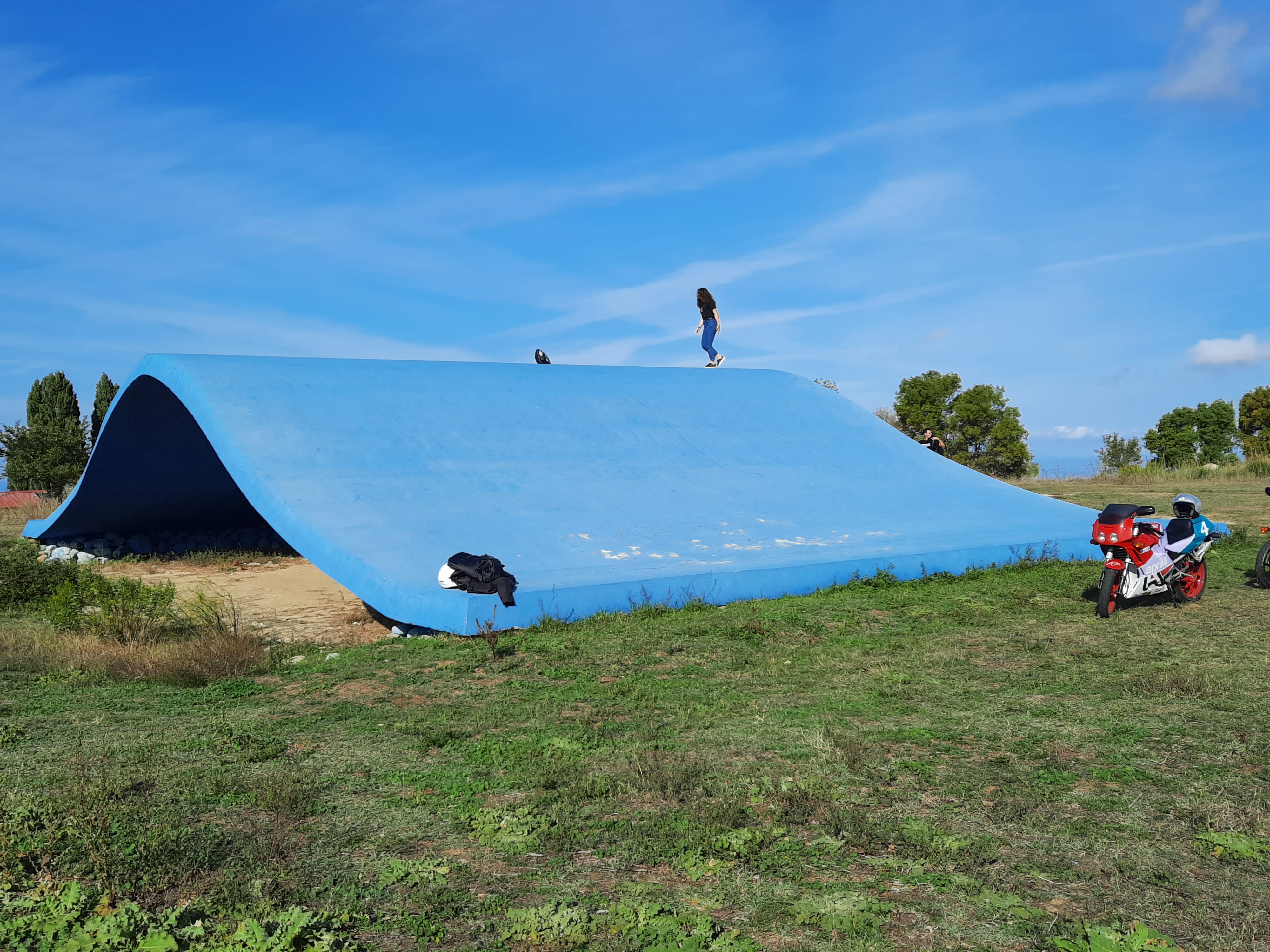
5) Energia mediterranea
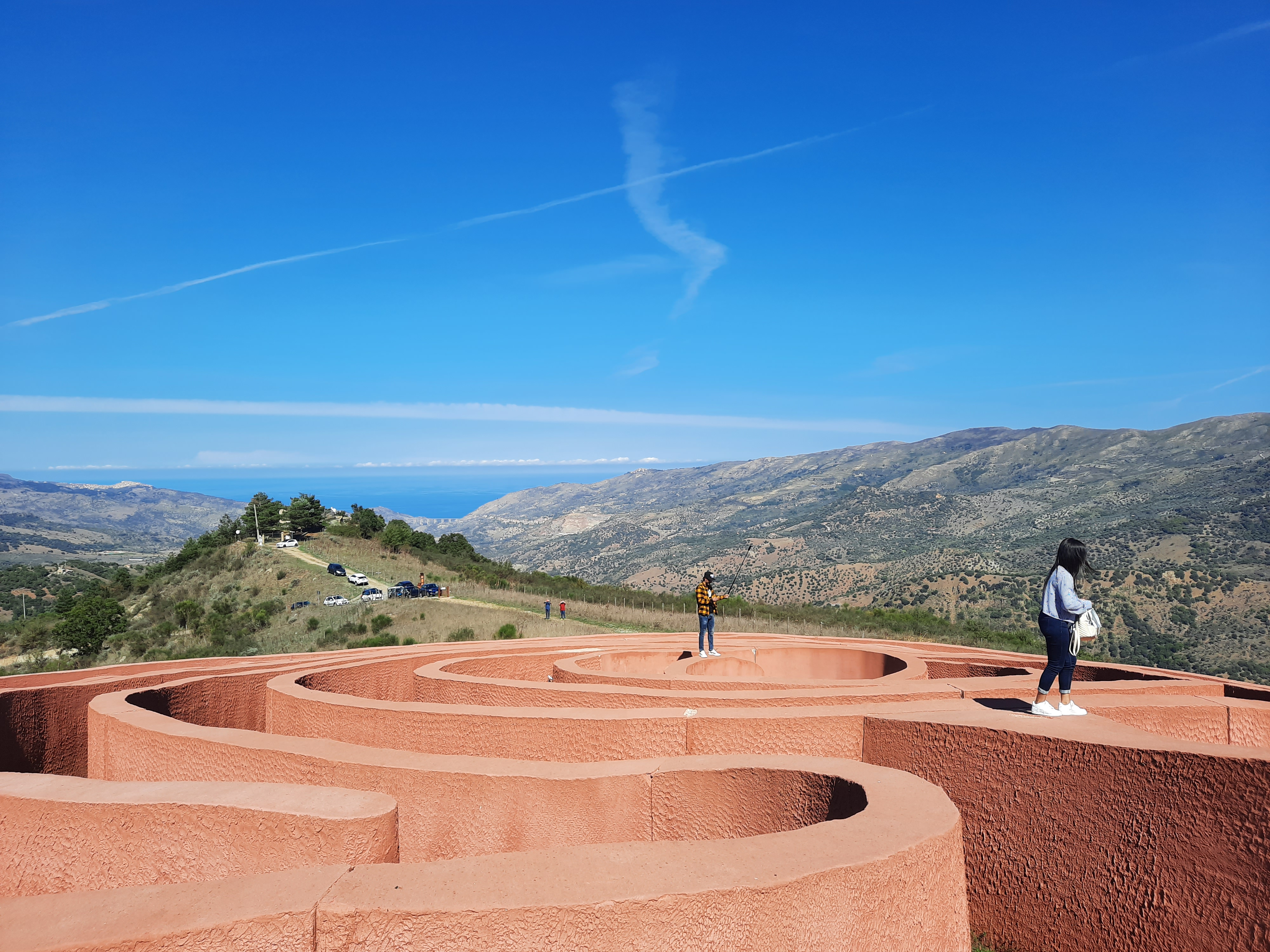
6) Labirinto di Arianna
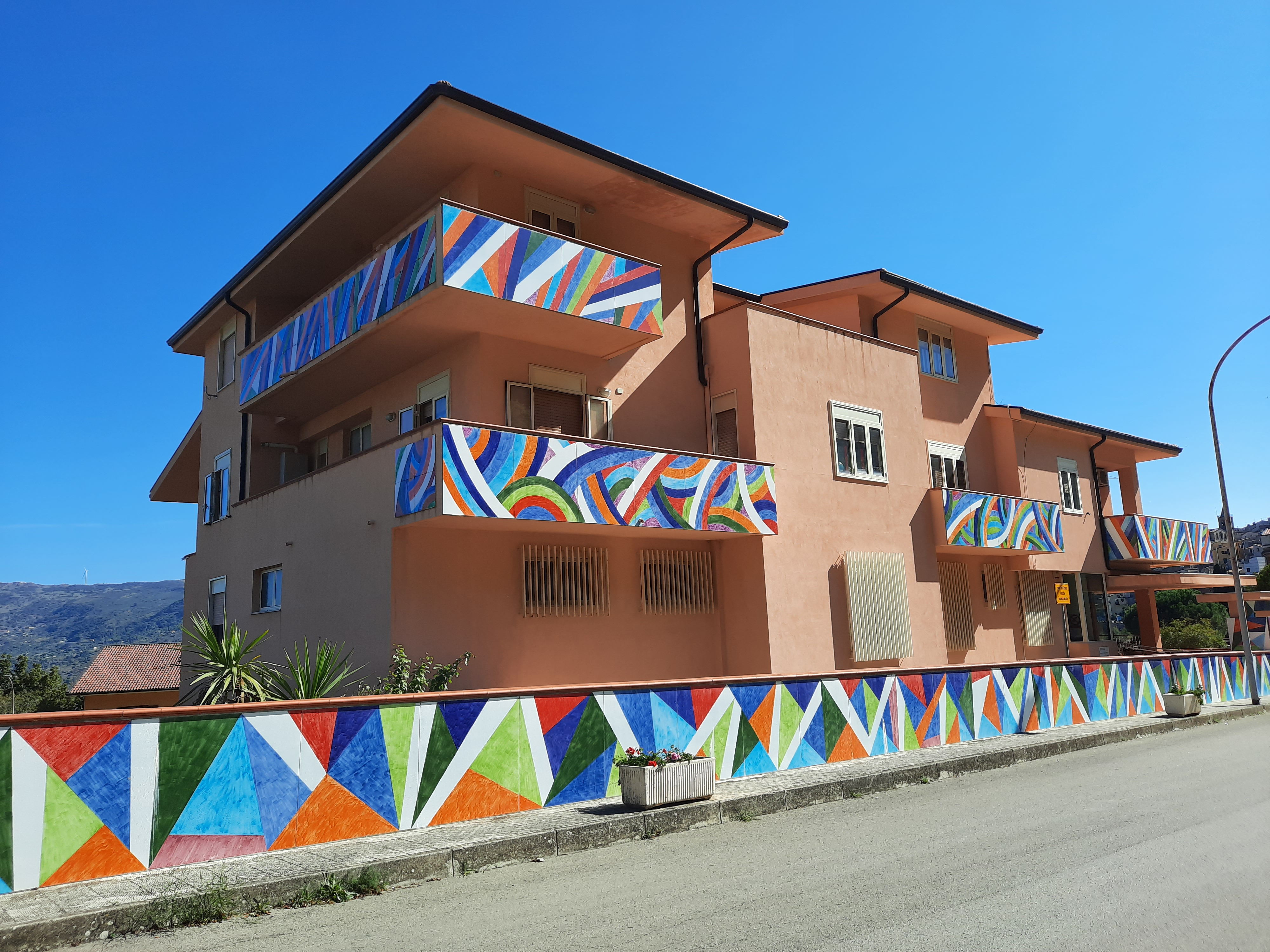
7) Arethusa
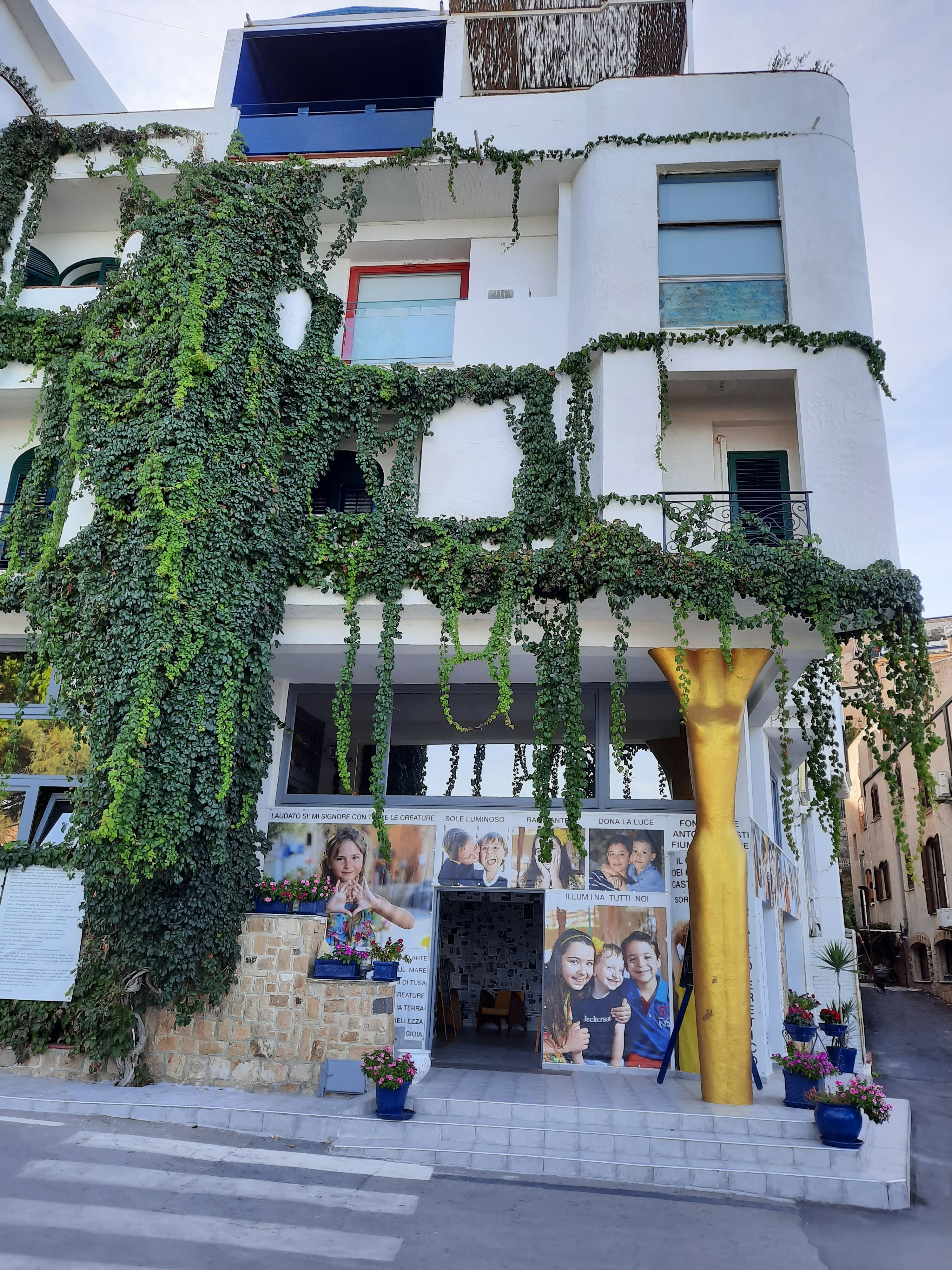
8) Atelier sul mare
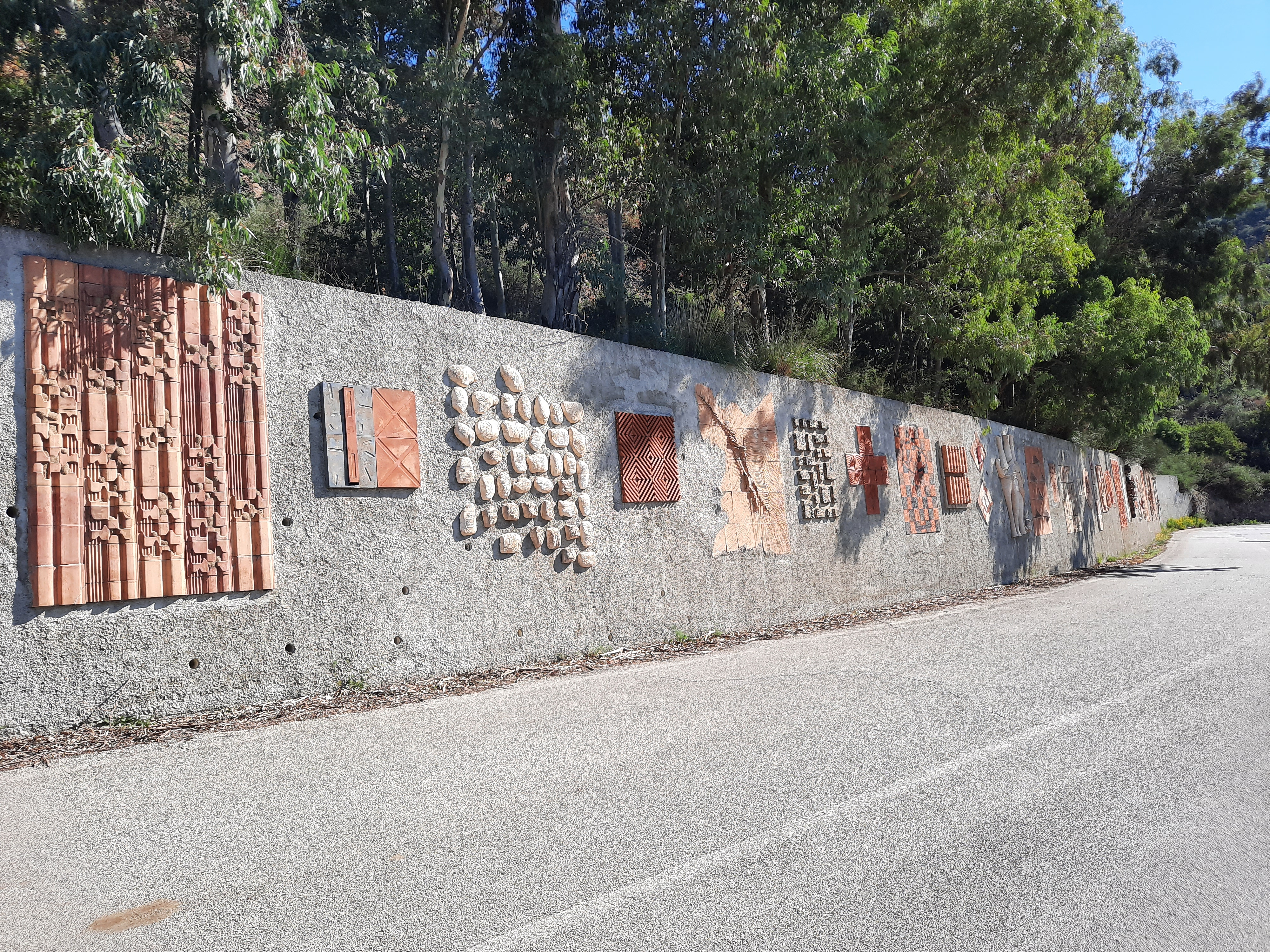
10) Il muro della vita
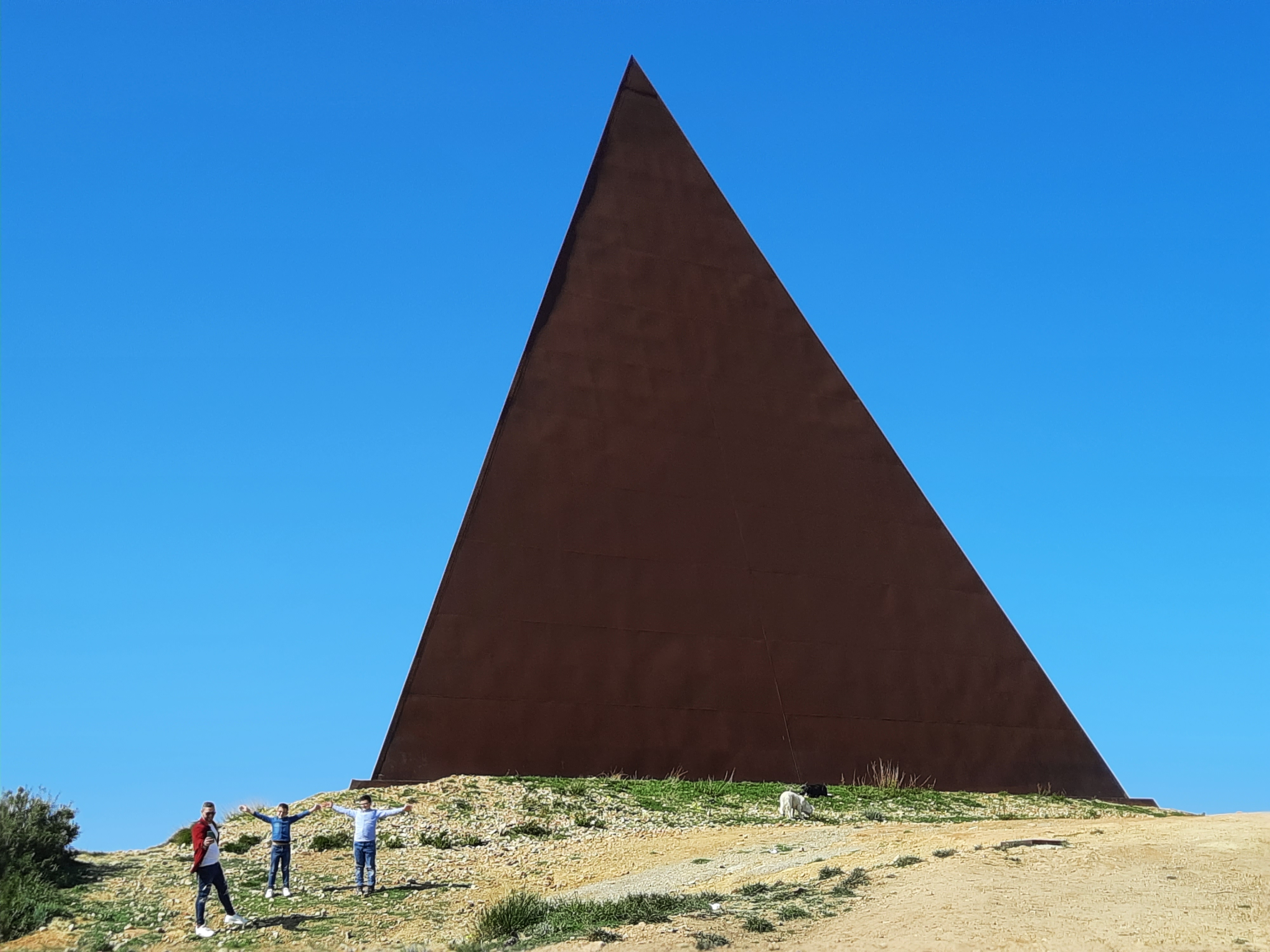
11) 38º parallelo - Piramide